# 三浦伸章
三浦 伸章（みうら のぶあき、1962年2月8日 - ）は、日本の篤農家。自然農法普及員（MOA自然農法文化事業団静岡西部中部地域会員連絡会議 事務局長）として、35年以上にわたり自然農法の研究と実践経験から海外でも指導している。

## 人物
1962年2月8日、和歌山県有田郡に生まれる。1980年、高野山高等学校を卒業。1982年、大仁農場に勤務。2008年、静岡県担当の自然農法普及員。

## 著書
単著『三浦伸章 ガッテン農法』学研プラス ISBN 978-4058007501 （2017年3月14日）